# 1992년 하계 올림픽 배드민턴
1992년 하계 올림픽 배드민턴 경기는 1992년 7월 28일부터 8월 4일까지 스페인 바르셀로나에서 열렸다. 배드민턴은 이 대회에서 올림픽 정식 종목으로 처음 채택되었다.

## 메달리스트
| 경기             | 금                           | 은                                       | 동                                         |
| 남자 단식 자세히 | 알란 부디쿠수마 · 인도네시아 | 아르디 위라나타 · 인도네시아             | 토마스 라우리센 · 덴마크                   |
| 남자 단식 자세히 | 알란 부디쿠수마 · 인도네시아 | 아르디 위라나타 · 인도네시아             | 헤르마완 수산토 · 인도네시아               |
| 여자 단식 자세히 | 수시 수산티 · 인도네시아     | 방수현 · 대한민국                        | 황화 · 중화인민공화국                      |
| 여자 단식 자세히 | 수시 수산티 · 인도네시아     | 방수현 · 대한민국                        | 탕주훙 · 중화인민공화국                    |
| 남자 복식 자세히 | 대한민국 · 김문수 · 박주봉   | 인도네시아 · 에디 하르토노 · 루디 구나완 | 중화인민공화국 · 리융보 · 톈빙이           |
| 남자 복식 자세히 | 대한민국 · 김문수 · 박주봉   | 인도네시아 · 에디 하르토노 · 루디 구나완 | 말레이시아 · 라지프 시데크 · 얄라니 시데크 |
| 여자 복식 자세히 | 대한민국 · 황혜영 · 정소영   | 중화인민공화국 · 관웨이전 · 눙췬화       | 대한민국 · 길영아 · 심은정                 |
| 여자 복식 자세히 | 대한민국 · 황혜영 · 정소영   | 중화인민공화국 · 관웨이전 · 눙췬화       | 중화인민공화국 · 린옌펀 · 야오펀           |

## 메달 집계
| 순위 | 국가                 | 금메달 | 은메달 | 동메달 | 합계 |
| ---- | -------------------- | ------ | ------ | ------ | ---- |
| 1    | 인도네시아 (INA)     | 2      | 2      | 1      | 5    |
| 2    | 대한민국 (KOR)       | 2      | 1      | 1      | 4    |
| 3    | 중화인민공화국 (CHN) | 0      | 1      | 4      | 5    |
| 4    | 덴마크 (DEN)         | 0      | 0      | 1      | 1    |
| 5    | 말레이시아 (MAS)     | 0      | 0      | 1      | 1    |